# Homer's Barbershop Quartet
Homer's Barbershop Quartet, titulado El cuarteto vocal de Homer en España y El cuarteto de Homero en Hispanoamérica, es el primer episodio de la quinta temporada de la serie animada Los Simpson, emitido originalmente el 30 de septiembre de 1993. El episodio fue escrito por Jeff Martin y dirigido por Mark Kirkland. En este episodio se narra la historia de The Be Sharps (Los Solfamidas en España, Los Borbotones en Hispanoamérica), un grupo de barbershop fundado por Homer cuya trayectoria es muy similar a la de The Beatles. George Harrison y David Crosby fueron las estrellas invitadas, interpretándose a sí mismos, mientras que el grupo de barbershop The Dapper Dans interpretó las voces cantantes de The Be Sharps.
El episodio comienza cuando los Simpson visitan un mercadillo. Allí, Bart y Lisa encuentran un LP con la fotografía de Homer en la portada. Homer explica entonces que él, el director Skinner, Apu y Barney grabaron un álbum de barbershop ocho años atrás, en 1985, que los catapultó a la fama nacional. Homer narra a su familia la historia de la banda: su formación, su ascenso a la fama y el éxito, y finalmente su disolución.

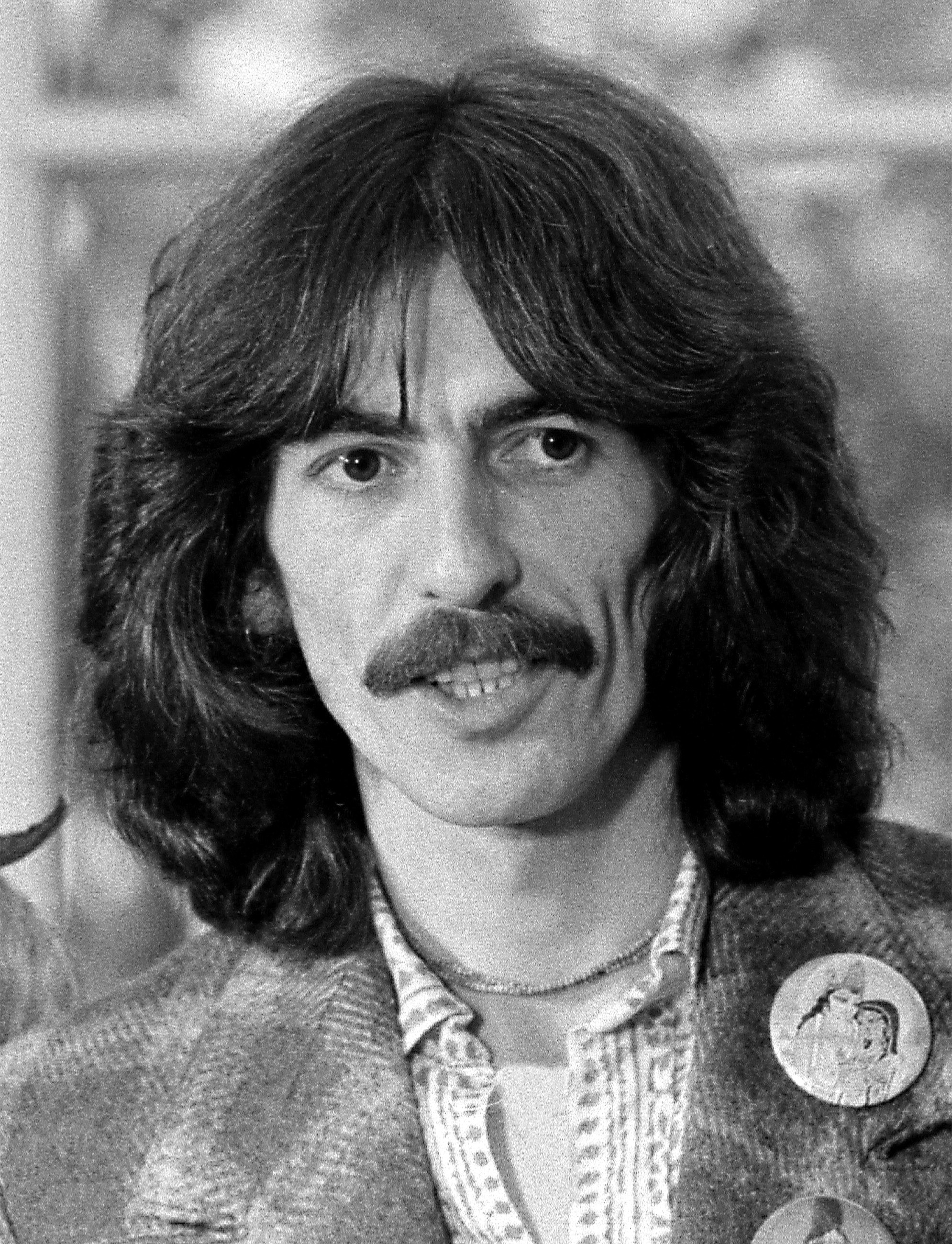
La aparición de George Harrison en el episodio, interpretándose a sí mismo, fue aplaudida por la crítica.

En su emisión original en Estados Unidos, «Homer's Barbershop Quartet» ocupó el puesto 30 en audiencia, con una calificación Nielsen de 12,7. Tanto la crítica como la audiencia valoraron positivamente el episodio.

## Sinopsis

El grupo de Homer, The Be Sharps, tiene una trayectoria que se asemeja en muchos aspectos a la de The Beatles.

Durante una visita al mercadillo de Springfield, Bart y Lisa encuentran un viejo LP titulado Meet the Be Sharps, que tiene una fotografía de Homer en la portada. Homer explica entonces que ocho años antes, él, el director Skinner, Barney y Apu formaron un cuarteto de barbershop y grabaron un disco que los llevó a la fama nacional. A continuación, empieza a explicar a su familia la historia del grupo.
En 1985, Homer, Skinner, Apu y el jefe Wiggum actuaban cada noche en la taberna de Moe, entonces llamada «Moe's Cavern». Un agente artístico llamado Nigel se ofrece a representar al grupo con la condición de que reemplacen a Wiggum, y Homer lo hace abandonándolo en medio del bosque. Acto seguido organizan una audición para hallar a un sustituto, a la que se presenta el propio Wiggum disfrazado, pero no tienen suerte. Entonces, escuchan a Barney cantando con una melodiosa voz de tenor irlandés en el baño de la taberna, y le ofrecen incorporarse al grupo. Tras su primer concierto como cuarteto, deciden llamarse «The Be Sharps» (Los Solfamidas en España y Los Borbotones en Hispanoamérica).
De vuelta en el presente, Homer presume de haber ganado dinero vendiendo su rueda de repuesto en el mercadillo. De camino a casa, una de las ruedas se pincha, y mientras Marge va a una gasolinera a comprar una nueva, Homer continúa su historia. Les cuenta a Bart y Lisa cómo compuso una canción titulada «Baby on Board» («Bebé a bordo»), inspirado por una pegatina que Marge compró para colocar en el coche. La canción fue incluida en el primer álbum del grupo, Meet the Be Sharps, y se convirtió en un gran éxito. El cuarteto actuó en el centenario de la Estatua de la Libertad en 1986 y ganaron un premio Grammy. En la ceremonia, Barney conoció a su ídolo, David Crosby, y Homer se encontró con George Harrison, aunque parecía más interesado en el brownie que Harrison se estaba comiendo.
En el presente, y ya en casa, Homer revisa una caja de productos de los Be Sharps, incluyendo fiambreras, tazas y su segundo álbum, Bigger than Jesus. Bart y Lisa preguntan por qué la banda dejó de ser popular, y Homer cuenta el final de la historia: mientras la fama de los Be Sharps crecía, Homer echaba de menos a su familia y dentro del grupo surgieron disputas creativas. Barney empezó a salir con una artista conceptual japonesa que ocupaba todo su tiempo y alejó al grupo de sus raíces. Finalmente, un número de la revista Us Weekly señaló que la banda había pasado de moda, y los Be Sharps se separaron. Skinner retomó su puesto como director de la Escuela primaria; Apu volvió a su trabajo en el Kwik-E-Mart; Barney volvió a la taberna de Moe con su novia y Homer regresó a su puesto en la planta nuclear, donde una gallina lo estaba reemplazando.
Bart y Lisa hacen varias preguntas más sobre la etapa de Homer en los Be Sharps, pero él los manda a la cama sin darles respuestas. Sintiéndose nostálgico, Homer hace unas llamadas y al día siguiente se reúne con Skinner, Apu y Barney en la azotea de la taberna de Moe, donde vuelven a interpretar su viejo éxito «Baby on Board». Los transeúntes se detienen a escuchar la actuación, incluyendo a Harrison, que pasa por allí en limusina, se asoma por la ventanilla y comenta: «Eso ya se hizo»; y Wiggum, que ordena lanzar gas lacrimógeno contra sus antiguos compañeros.

## Producción

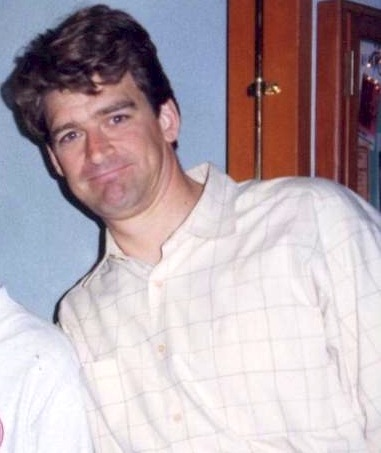
Jeff Martin, un gran admirador de los Beatles, escribió el episodio.

Uno de los guionistas de Los Simpson sugirió crear un episodio centrado en Homer formando parte de un cuarteto de barbershop y que fuera una gran parodia de The Beatles. El episodio fue escrito por Jeff Martin, quien era un admirador «obsesivo» de los Beatles, lo que lo convirtió en «el apropiado para escribir [el episodio]». Mark Kirkland, un «gran» adrmirador de los Beatles, lo dirigió y se aseguró de que las referencias a la banda fueran precisas. Kirkland disfrutó dirigiendo el episodio y, a diferencia de otros episodios que dirigió, no tuvo ningún problema con la animación. A los animadores les gustó crear los gags de los Beatles y disfrutaron de la música barbershop. Después de sincronizar la pista de audio, la música y la animación, «simplemente se enamoraron». También disfrutaron trabajando en la coreografía de los Be Sharps y tratando de que los movimientos de los personajes coincidieran con la música. Se inspiraron en la película de los Beatles de 1970, Let It Be, incluyendo las tomas de la banda en el estudio de grabación donde deciden separarse. Kirkland no pensó que hubiera nada «espectacular» en la animación del episodio, pero a él y a su equipo de animación «les encantó» trabajar en él.

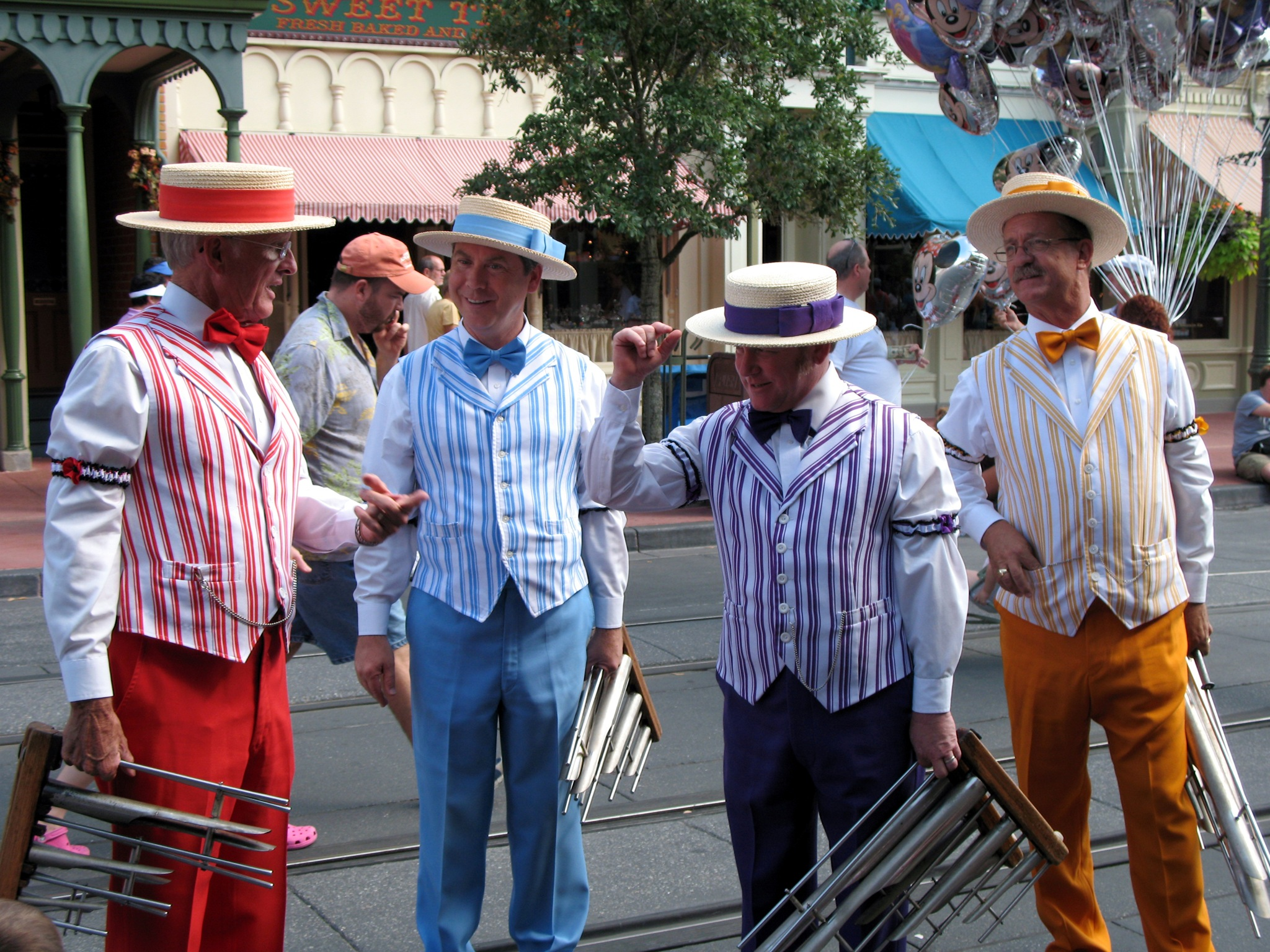
The Dapper Dans, un cuarteto de barbershop, interpretaron parcialmente las voces cantadas de los Be Sharps en el episodio.

En el mercadillo, Lisa ve a un hombre vendiendo una muñeca Stacy Malibu original de 1958, con los pechos grandes y puntiagudos. El hombre le dice a Lisa que «la retiraron del mercado después de que un niño se sacó los ojos con ella». El chiste recibió una nota de censura de la cadena Fox, pero los productores la ignoraron y el chiste se mantuvo en el episodio cuando se emitió.
Las voces de los Be Sharps fueron interpretadas en parte por The Dapper Dans, un cuarteto de barbershop que se presenta en el parque Disneyland de Anaheim (California). Antes de trabajar en el episodio, Martin había visto una de las actuaciones del cuarteto y la disfrutó. Cuando comenzó la producción del episodio, contactó con ellos y aceptaron aparecer como artistas invitados. Las voces de los Dapper Dans se entremezclaron con las de los actores de voz habituales, a menudo con uno de los actores de voz cantando la melodía y los Dapper Dans haciendo los coros.
George Harrison aparece como estrella invitada en el episodio, interpretándose a sí mismo. Fue el segundo Beatle, después de Ringo Starr (en el episodio «Brush with Greatness», de la segunda temporada), en aparecer en Los Simpson. Cuando Harrison llegó al estudio de grabación en West Los Ángeles para grabar sus diálogos, el director de casting les dijo a los showrunners del episodio, Al Jean y Mike Reiss, que Harrison venía y que no podían contárselo a nadie porque se suponía que era un secreto. Jean, Reiss y el creador de la serie, Matt Groening, fueron a ver a Harrison al estudio, y cuando regresaron a la sala de guionistas, Groening, sin saber que era un secreto, dijo: «¡Adivinad a quién acabo de conocer! ¡A George Harrison!». Harrison llegó al estudio solo, sin ningún séquito ni guardaespaldas. Groening recuerda que Harrison estaba «bastante abatido» y se mostró poco entusiasmado cuando el equipo le hizo preguntas sobre los Beatles. Sin embargo, cuando Groening le preguntó a Harrison sobre su álbum Wonderwall Music, «se animó» de repente, ya que era uno de sus álbumes en solitario del que rara vez le preguntaban. La aparición de Harrison como invitado fue una de las favoritas de Groening porque fue «superamable» y «muy dulce» con todo el equipo. Jean dijo que fue una «gran emoción» tenerlo como estrella invitada. David Crosby también aparece como invitado en el episodio interpretándose a sí mismo, en una escena donde entrega un premio Grammy a los Be Sharps.
«Homer's Barbershop Quartet» fue un episodio sobrante de la producción de la cuarta temporada. Se eligió para emitirse como episodio de estreno de la quinta temporada  por la participación de Harrison. Los ejecutivos de Fox querían estrenar la temporada con el episodio «Homer Goes to College», escrito por Conan O'Brien, por su parodia de la película National Lampoon's Animal House (1978), pero los guionistas consideraron que «Homer's Barbershop Quartet» sería una mejor opción debido a la participación de Harrison.

### Referencias a The Beatles

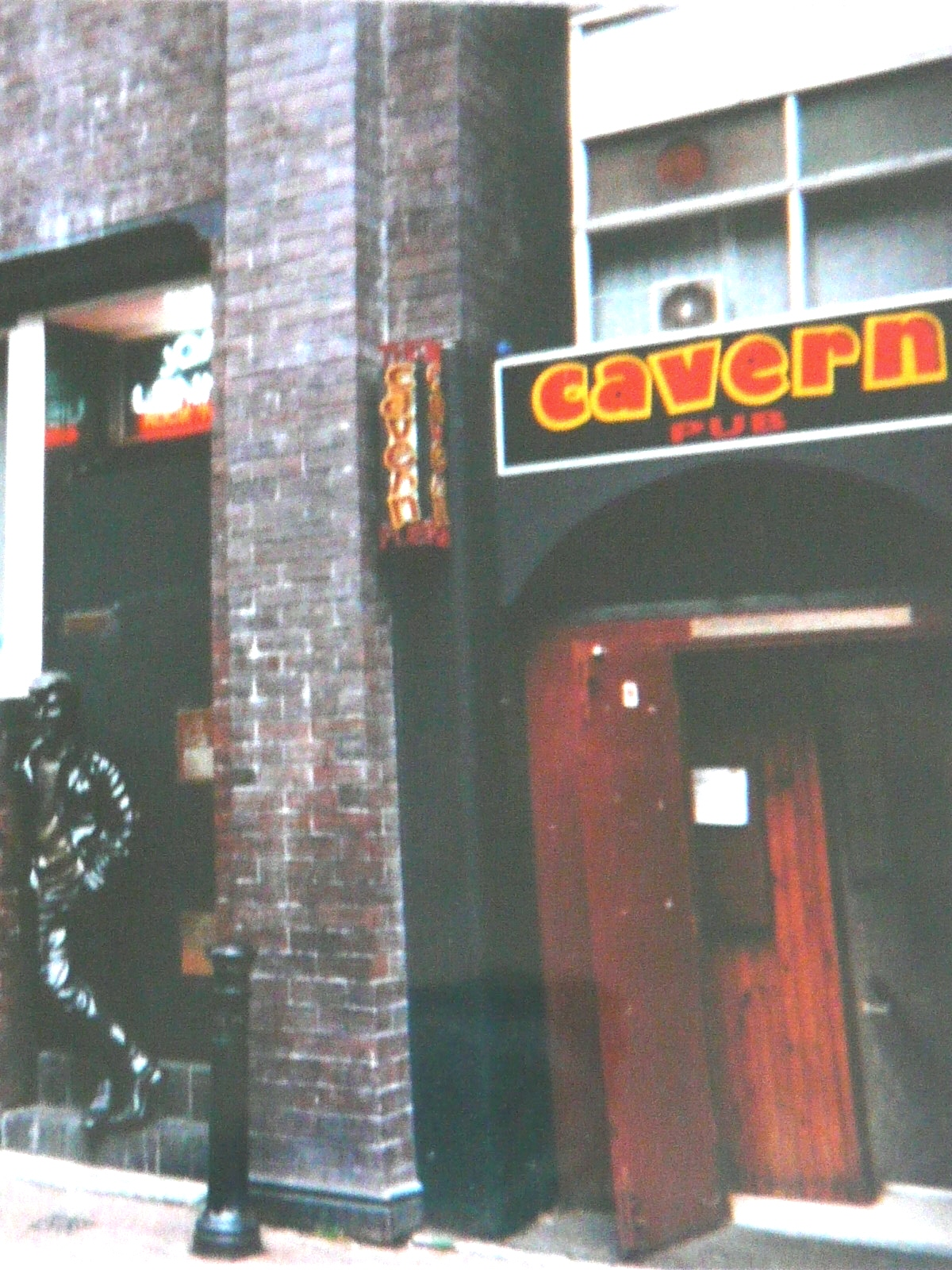
El Cavern Club de Liverpool, donde los Beatles actuaban al principio de su carrera, es parodiado en el episodio. La taberna de Moe es llamada Moe's Cavern.